# 馬爾塞洛·卡丹奴

马尔塞洛·卡埃塔诺

馬爾塞洛·若澤·達斯內維斯·阿爾維斯·卡丹奴（葡萄牙語：Marcello José das Neves Alves Caetano，葡萄牙語發音：[mɐɾˈsɛlu kɐiˈtɐnu]；1906年8月17日—1980年10月26日），生於里斯本，葡萄牙政治家和新國家时期最后一任總理。
原來是里斯本大學的法律系教授，是一個極端保守主義者。1940年開始在薩拉查所建立的「新國家」獨裁政權下任職，出任葡萄牙青年團的團長；爾後又被任命為殖民部部長。
1968年，薩拉查因中風而無法處理公事，他便被指定為繼承人，於9月28日上任，仍延續其法西斯政權的統治。1974年4月25日，由武装部队运动發動的康乃馨革命迫使他辭職，於翌日被放逐至馬德拉群島；數天後流亡至巴西定居，從此未再返國。死於里約熱內盧。